# Colquechaca
Colquechaca è un comune (municipio in spagnolo) della Bolivia nella provincia di Chayanta (dipartimento di Potosí) con 40.329 abitanti (dato 2010).

## Cantoni
Il comune è suddiviso in 5 cantoni.
- Ayoma
- Colquechaca
- Macha
- Rosario
- Surumi